# サロナ・ライアー
サロナ・ライアー（Sarona Moana-Marie Reiher Snuka、1978年1月10日 - ）は、アメリカ合衆国のプロレスラー、ディーヴァである。ワシントン州バンクーバー出身。プロレス団体WWEに所属し、タミーナ（Tamina）のリングネームで活動。
父親はWWE殿堂者である元プロレスラーの"スーパーフライ" ジミー・スヌーカ。入場の際、出身地は父と同様にフィジーとコールされる。

## 来歴
WWE殿堂者アファ・アノアイの主宰するワイルド・サモアン・トレーニングセンターにてプロレスのキャリアを積んだ後、2009年にWWEとディペロップメント契約し、下部団体のFCWにてタミーナのリングネームでデビュー。
2010年3月、ジミー・ウーソとジェイ・ウーソのウーソズにマネージャーとして加入。同年5月、WWEに昇格。24日のRAWでウーソズと共にハート・ダイナスティを襲撃し、ヒールとしてデビューした。
ハート・ダイナスティとの抗争終了後はサンティーノ・マレラとの恋愛ストーリーが始まる。その後ウーソズを抜けて、サンティーノ・マレラとウラジミール・コズロフのマネージャーとなりフェイスターン。その後もマレラとのコンビでテッド・デビアス&マリースとのカップル対決なども行い、ベビーフェイスとして活躍した。
2011年上旬に初めて入場曲とタイタントロンが用意され、メリーナと初シングル戦を行うも敗退。4月のドラフトにてスマックダウンに移籍。それに伴いマレラとコズロフのマネージャーを退いた。
移籍後は再びヒールターンして、アリシア・フォックスとローザ・メンデスと共にトリオを組んでいたが、アリシアがベビーフェイスに転向したため以後はシングルで活動。
シングル転向後はジョバーとしての出番が多かったが、2012年1月6日放送のSmackDown!でナタリアと対戦し勝利。試合後に手を掲げようとしたレフリーの手を払いのける行動があったためヒールのままかと思われたが、翌週の放送では入場時に笑顔で観客とハイタッチを交わし、またもナタリアに勝利。フェイスターンを果たすとともにナタリアとの抗争を開始した。また、フェイスターンと時を同じくしてリングネームに名字を追加してタミーナ・スヌーカと名乗るようになった。その後はNXTでの活動を主とし、ダレン・ヤングから好意を寄せられるなどしていたが、8月のRAWにて怪我を負ったため戦線から離脱した。
11月のサバイバー・シリーズにて、ヴィッキー・ゲレロと口論するAJを襲撃し、ヒールとして復帰したがあまり活躍できずに再び欠場。
2013年の復帰後、10月にAJのセコンドとして復帰。AJのディーヴァ王座防衛のサポートをしていたが（主に卑怯な手段）、険悪になることもあった。2014年5月、膝前十字靭帯の負傷の為欠場。
翌年の2015年5月にナオミとともにベラ・ツインズを急襲して復帰。翌週には復帰初戦の試合でナオミとタッグを組みベラ・ツインズを相手に勝利を飾った。
7月、ステファニー・マクマホン主導の女子革命が発生。その際NXTから昇格したサーシャ・バンクス、ナオミとチームB.A.D.を結成した。
2021年5月、WWE女子タッグチーム王座を獲得。

## 得意技

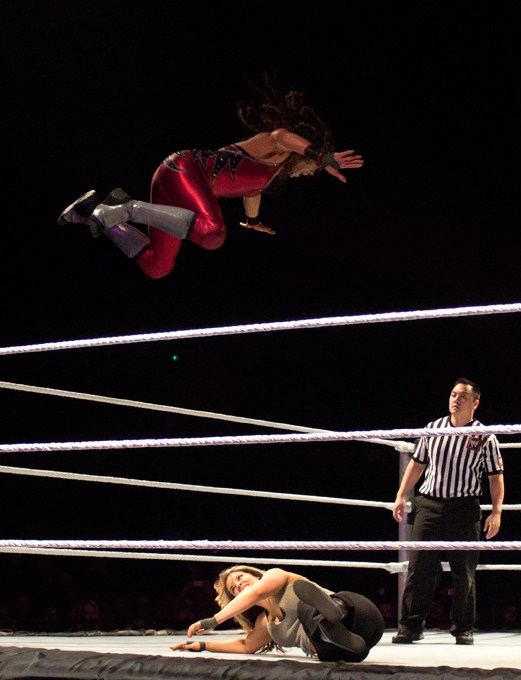
スーパーフライ・スプラッシュ
サモアン・ドロップ
スーパーキック
パワーボム
スクープスラム
スナップスープレックス
ヘッドバット

## 獲得タイトル
- WWE女子タッグチーム王座 : 1回（w / ナタリア）
- WWE・24/7王座 : 2回

## 入場曲
- 60 Seconds Man
- Anarchy - かつてスコッティ・ゴールドマンも使用していた曲。
- Tropical Storm
- Amazing
- Unity
- What You Think
- Savagery - 現在使用中